# Пинхасов, Асаф Ютамович
Рабби Эсеф бен рабби Итом Пинхасов (1884, Дербент, Российская империя — 1920, Дербент, Дагестан, РСФСР) — горско-еврейский педагог, учёный, переводчик, один из основателей татской письменности, создатель первого алфавита горско-еврейского языка и основоположник горско-еврейского литературного языка. На татском языке издал «Пятикнижье Моисея» и брошюру Сапира «Цели сионистов». В 1917 году создал «Еврейский национальный комитет». Расстрелян большевиками в 1920 году.

## Биография
Родился в 1884 году в Дербенте в семье раввина. Учился у известного на всем Кавказе Главного раввина Дагестана Еангила Ицхаки (Якова Ицхаковича). Владел русской грамотой, ивритом. По рекомендации учителя был приглашён в семью грозненского миллионера из горских евреев Матвею (Матитиягу) Богатыреву в качестве домашнего учителя. В 1908 году окончил иудейскую духовную семинарию (иешиву) в Вильно. Спустя год выехал в Самарканд, где открыл русско-еврейскую школу для детей кавказских евреев и преподавал там примерно 2 года. Вернувшись в Дербент, Пинхасов в начале января 1911 года подал прошение на имя военного губернатора Дагестанской области о разрешении ему открыть в родном городе русско-еврейскую типографию. Но типография не была открыта. В том же 1911 году подал прошение в качестве претендента на пост Общественного (Главного) раввина Дербента, но не набрал необходимого количества голосов, так как был очень молод для такого поста, ему исполнилось только 27 лет. В том же году он женился, продолжая педагогическую и общественную деятельность. Имел две подготовленные к изданию книги в переводе с иврита, текст которых был написан с использованием разработанного им алфавита. Пинхасов первыми публикациями заложил не только основы татской письменности, но проделал интересную лингвистическую работу, взяв за основу татского литературного языка дербентский диалект, подключая и некоторые лексемы из кубинского и кайтагского диалектов, расширяя при этом сохранившийся древнееврейский пласт своего языка. Пинхасов предопределил дальнейшее развитие татского литературного языка. К 1917 году стал лидером горских евреев Дербента. Перевёл с иврита на язык горских евреев Сидур «Гъуьл тефило» и брошюру Сапира «Цели сионистов». Параллельно преподавал в первом в Дагестане русско-еврейском училище. Весной 1917 года в  Дербенте стали функционировать тюркский, армянский, еврейский и русский национальные комитеты. При каждом национальном комитете вскоре создавался небольшой вооружённый отряд. Председателем Еврейского национального комитета был избран Э. И. Пинхасов, в состав этого комитета влилась ранее созданная сионистская группа. В период существования Горской Республики в Дербентскую городскую Думу были избраны горские евреи: А. Пинхасов, Ханукаев, Б. Мусахалов, Я. Дадашев. Участвовал  в освобождении 28 еврейских юношей, взятых деникинцами, которым грозил расстрел. Казнён чекистами в марте 1920 года в возрасте 36 лет.

## Семья
Супруга — Сусанна Ильягуевна Пинхасова (в девичестве Ханукаева), 1899 г.р. Закончила педагогический колледж, занималась преподаванием. После расстрела мужа, она взяла своих троих детей и уехала за пределы республики. Умерла в 1957 году. Сын — Эммануил Асафьевич Пинхасов (1912—1993), инженер, участник Великой Отечественной войны, умер в Челябинске.